# Soestdijk vasútállomás
Soestdijk vasútállomás vasútállomás Hollandiában, Soest községben, Soestdijk településen.

## Vasútvonalak
Az állomást az alábbi vasútvonalak érintik:
- Den Dolder–Baarn-vasútvonal

## Kapcsolódó állomások
A vasútállomáshoz az alábbi állomások vannak a legközelebb:
- Baarn vasútállomás
- Soest vasútállomás